# Krematorien in Österreich

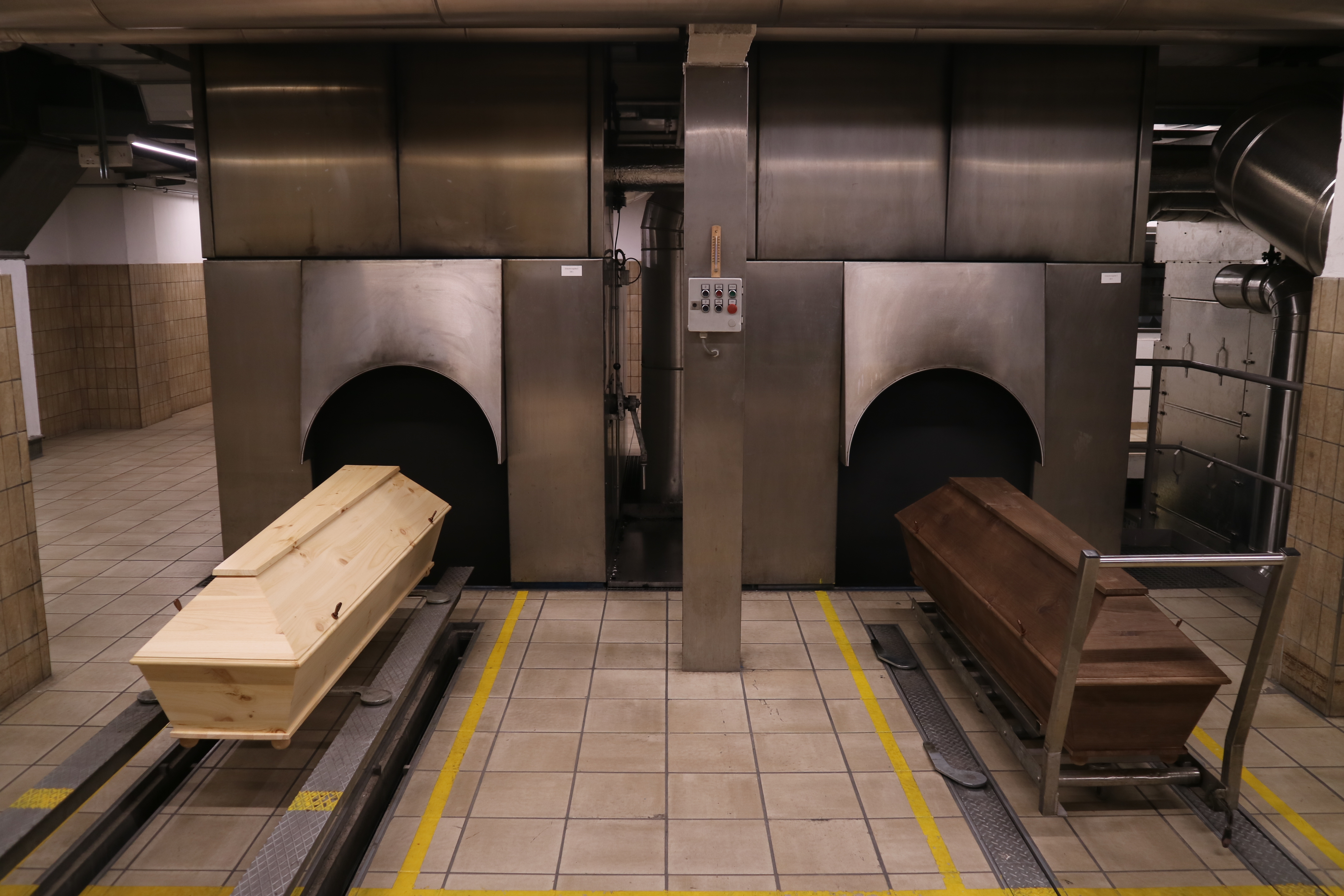
Zwei Feuerbestattungsöfen der Feuerhalle Simmering

In Österreich stehen verschiedene Krematorien („Feuerhallen“) zur Feuerbestattung Verstorbener zur Verfügung.

## Geschichte der Feuerbestattung in Österreich
Die Verbrennung von Leichen wurde von der Kirche heftig bekämpft. Obwohl in Nordamerika und Europa ab 1873 die ersten Krematorien errichtet wurden und auf der Wiener Weltausstellung 1873 der italienische Pathologe Ludovico Brunetti einen Leichenverbrennungsapparat vorstellte, verbot die Kirche die Feuerbestattung. Als Sanktion drohte sie mit der Exkommunikation und der Verweigerung der Sakramente für Sterbende.
Das erste österreichische Krematorium wurde am 17. Dezember 1922 gegenüber dem Wiener Zentralfriedhof eröffnet. Die erste Verbrennung fand am 17. Jänner 1923 statt, obwohl der zuständige christlichsoziale Minister für soziale Verwaltung, Richard Schmitz am Tag zuvor den Betrieb des Krematoriums verboten hatte. Als Folge wurde der Wiener Bürgermeister Jakob Reumann beim Verfassungsgerichtshof geklagt, der jedoch für die Stadt Wien entschied.
Von Seiten des Staates wurde die Feuerbestattung der Erdbestattung am 15. Mai 1934 gleichgestellt. Die katholische Kirche lehnte hingegen die Verbrennung von Leichen weiterhin ab. Erst am 24. Oktober 1964 erteilte der Vatikan die offizielle Zustimmung zur Feuerbestattung. Im Jahr darauf erließ die Erzdiözese Wien Vorschriften für die Einsegnung bei einer Feuerbestattung.

## Anzahl der Krematorien
Derzeit (2021) bestehen in Österreich 18 Krematorien, wobei eines in Wien seit 1986 nur in Reserve gehalten wird. Von den 17 aktiv arbeitenden Krematorien befinden sich 4 in Niederösterreich, 4 in Steiermark, 3 in Oberösterreich, 2 in Tirol, 1 in Kärnten, 1 in Salzburg, 1 in Wien und 1 in Vorarlberg. Das Burgenland verfügt als einziges Bundesland über kein eigenes Krematorium.

## Liste der Krematorien
| Nummer | Bundesland       | Ort                                                      | Name                                   | Foto          | Anmerkung |
| ------ | ---------------- | -------------------------------------------------------- | -------------------------------------- | ------------- | --- |
| 1      | Wien             | Simmering (Simmeringer Hauptstraße 337)                  | Feuerhalle Simmering                   |               | Die Pläne für das 1922 fertiggestellte und mittlerweile denkmalgeschützte Krematorium stammen von Clemens Holzmeister. Mit seinen Türmen und Zinnen soll es an das nahe gelegene Schloss Neugebäude erinnern. Der die Feuerhalle umgebende ehemalige Schlosspark dient als Urnenhain. Für die Einäscherung von jährlich etwa 5000 Verstorbenen standen 2019 vier Elektroöfen zur Verfügung. Im Jahr 2008 erhielt das Krematorium eine neue Filteranlage zur Abgasreinigung sowie einen behindertengerechten Lift. Die Verabschiedungshalle war aus diesem Grund während dieser Zeit geschlossen, der Kremationsbetrieb konnte jedoch weiterhin durchgeführt werden. Unter dem Namen Krematorium GmbH stellt das Krematorium in Simmering ein eigenes Geschäftsfeld innerhalb der Wiener Stadtwerke dar. |
| 2      | Oberösterreich   | Steyr (Taborweg 8)                                       | Krematorium Steyr                      |               | Das Krematorium Steyr und der es umgebende Urnenfriedhof am Tabor wurden zwischen 1926 und 1927 nach Plänen des Architekten Franz Koppelhuber im Auftrag des 1923 gegründeten Feuerbestattungsvereines „Die Flamme“ (Erster alpenländischer Feuerbestattungsverein) errichtet. Die erste Kremierung geschah am 1. Juni 1927, die offizielle Eröffnung erfolgte jedoch erst am 26. Juni des gleichen Jahres. Zu Ende des Jahres 1939 wurde die Feuerhalle von der Stadt erworben und den städtischen Unternehmungen hinzugefügt. Bis etwa 1940, als es in Mauthausen und Gusen noch keine eigene Krematorien gab, wurden von den Nationalsozialisten zur Verbrennung der Todesopfer die Krematorien von Linz und Steyr genutzt. |
| 3      | Oberösterreich   | Linz (Urnenhainweg 8)                                    | Krematorium Linz                       |               | Die erste Linzer Feuerhalle wurde von 1925 bis 1929 nach Entwürfen von Julius Schulte erbaut, die erste Feuerbestattung fand 1929 statt. Gemeinsam mit dem Urnenhain Urfahr stand das Krematorium bis zum Verkauf an die Stadt Linz 1953 im Eigentum des Vereins „Die Flamme“. Nach Plänen von Klaus Kada wurde das Linzer Krematorium mit zwei Verbrennungsöfen und den notwendigen Nebenräumen neu errichtet. Übergabetermin für den zweiten und letzten Verbrennungsofen war September 2003. |
| 4      | Salzburg         | Salzburg (Gneiserstraße 8)                               | Feuerhalle Salzburg                    |               | Das einer Stufenpyramide gleichende Bauwerk auf dem Kommunalfriedhof wurde 1930 nach Plänen des Salzburger Oberbaurats Wiedemann errichtet. Die Eröffnung erfolgte am 8. November 1931. Der die Feuerhalle umgebende Bereich des Kommunalfriedhofs dient als Urnenhain. 1963 wurde der Verbrennungsofen von der Befeuerung mit Koks auf elektrischen Betrieb umgerüstet. 1981 wurde ein weiterer Elektroofen eingebaut. |
| 5      | Steiermark       | Graz (Alte Poststraße 345)                               | Feuerhalle Graz                        |               | Das Grazer Krematorium mit Urnenfriedhof schließt nördlich an den Grazer Zentralfriedhof an und wurde zwischen 1931 und 1932 nach Plänen des Architekten Erich Boltenstern im Auftrag des Feuerbestattungsvereines „Die Flamme“ errichtet. |
| 6      | Kärnten          | Villach (Schmalgasse 17)                                 | Krematorium Villach                    |               | Das Krematorium auf dem Villacher Waldfriedhof wurde zwischen 1952 und 1953 nach Plänen des Architekten Erich Boltenstern errichtet. In dem von der Bestattung Kärnten GmbH, die 2008 durch den Zusammenschluss der städtischen Bestattungen von Villach und Klagenfurt entstand, betriebenen Krematorium werden jährlich etwa 1300 Verstorbene verbrannt. |
| 7      | Wien             | Stammersdorf (Stammersdorfer Straße 244–260, in Reserve) | Stammersdorfer Zentralfriedhof Halle 2 |               | Auf dem Stammersdorfer Zentralfriedhof in Floridsdorf wurde zwischen 1964 und 1966 das zweite Krematorium Wiens errichtet, nachdem bereits 1928 eine Urnennischenanlage und eine Urnenbegräbnisstätte errichtet worden war, die ab dem 2. Jänner 1929 belegt wurden. Die Änderungen des Kirchenrechts bezüglich Feuerbestattungen 1963 sowie die zunehmende Besiedlung der Bezirke am linken Donauufer veranlassten die Wiener Stadtregierung zur Errichtung eines weiteren Krematoriums in Wien in den Jahren 1964 bis 1966 mit zwei Verbrennungsöfen. Architekt dieser als Anbau an die bestehende Aufbahrungshalle 2 errichtete Anlage war Josef Strelec. Da die Zahl der Einäscherungen in Wien trotz der geänderten Einstellung der Kirche gegenüber der Feuerbestattung nicht anstieg, erwies sich der Betrieb von zwei Krematorien in der Stadt als nicht sinnvoll. Der Betrieb des Stammersdorfer Krematoriums wurde deshalb zunächst probeweise am 7. September 1981 eingestellt und nur zwischen 1984 und 1986, als die Feuerhalle Simmering neue Öfen erhielt, wieder aufgenommen. Verabschiedungszeremonien werden allerdings nach wie vor auf dem Stammersdorfer Zentralfriedhof abgehalten. |
| 8      | Steiermark       | Knittelfeld (Freiheitsallee 57)                          | Krematorium der Stadt Knittelfeld      | Foto (extern) | Die kombinierte Anlage Krematorium und Verabschiedungshalle der Stadt Knittelfeld auf dem Knittelfelder Friedhof wurde im Jahr 1975 im Auftrag der Stadtverwaltung errichtet. Die eigentliche Einäschungsanlage schließt unmittelbar westlich an die Aufbahrungshalle an. Seit 2021 gehört dieses erste Krematorium der Obersteiermark zu der in diesem Jahr neu gegründeten kommunalen „Aura – Bestattung der Stadt Knittelfeld GmbH“. |
| 9      | Niederösterreich | Sankt Pölten (Goldegger Straße 28–30)                    | Krematorium St. Pölten                 |               | Das im Jahr 1975 errichtete Krematorium befindet sich auf dem Gelände des Hauptfriedhofs St. Pölten im Nordwesten der niederösterreichischen Landeshauptstadt. |
| 10     | Vorarlberg       | Hohenems (Riedstraße 31)                                 | Krematorium Hohenems                   |               | Das von der Betreibergesellschaft Krematorium Ethik & Umwelt GmbH geführte Krematorium Hohenems wurde Ende 1998 in Betrieb genommen und verfügt über zwei Einäscherungsöfen. Um öffentliche Interessen sichern zu können, ist der Vorarlberger Gemeindeverband mit zehn Prozent an der Betreibergesellschaft beteiligt. 2006 wurden nach eigenen Angaben etwa 1600 Verstorbene kremiert. |
| 11     | Tirol            | Innsbruck (Paschbergweg 51)                              | Krematorium Tyrol                      |               | Das Innsbrucker Krematorium befindet sich auf dem Hauptfriedhof Ost und wurde 1999 von der Stadt Innsbruck und den Innsbruck Kommunalbetrieben mit einem Kostenaufwand von 3,5 Millionen Euro errichtet. Die Inbetriebnahme erfolgte am 18. August 1999. 2013 verkaufte die Stadt Innsbruck das Krematorium an die von einer Gruppe von Bestattungsunternehmen gegründete Krematorium Tyrol GmbH. 1999 wurden in diesem Krematorium 200 Einäscherungen durchgeführt, 2017 waren es rund 2000. |
| 12     | Tirol            | Kramsach (Amerling 142)                                  | Krematorium Kramsach                   |               | Das Krematorium Kramsach wurde als erstes als Privatbetrieb geführtes Krematorium in Tirol – Eigentümer ist die TrauerHilfe Bestattungs GmbH – am 11. April 2008 eröffnet. Für das Jahr 2008 wurde mit etwa 850 Kremierungen gerechnet, die Kapazitätsgrenze wird mit etwa 1200 Einäscherungen jährlich angegeben. |
| 13     | Niederösterreich | Bad Vöslau (Energiestraße 14)                            | Krematorium Bad Vöslau                 |               | Die als Privatbetrieb der Krematorium Bad Vöslau GmbH geführte Anlage besteht seit 2014. |
| 14     | Oberösterreich   | St. Marienkirchen an der Polsenz (Jungreith 21)          | Feuerbestattung Oberösterreich         |               | Das als Privatbetrieb der Feuerbestattung Oberösterreich Feuerbestattungs GmbH geführte Krematorium wurde 2015 eröffnet. Seit 2016 arbeitet das Unternehmen CO2-neutral, was schon bei der Gebäudeplanung durch den Welser Architekten Georg Harant berücksichtigt wurde. |
| 15     | Niederösterreich | Neustift-Innermanzing (Gewerbepark Nord 1)               | FEBA Feuerbestattungen                 |               | Das als Privatbetrieb der FEBA Feuerbestattungen GmbH geführte Krematorium in Neustift-Innermanzing ist seit Februar 2018 in Betrieb. Es handelt sich um das erste Krematorium in Österreich mit einem Qualitätssicherungskonzept der RAL-Gütegemeinschaft Feuerbestattungsanlagen. |
| 16     | Steiermark       | Nestelbach bei Graz (Dorfstraße 47)                      | Alpha Feuerhalle                       |               | Das als Privatbetrieb der Alpha Feuerhalle GmbH geführte Krematorium in Nestelbach bei Graz ist seit März 2018 im Betrieb und ist aus Holz gebaut. |
| 17     | Niederösterreich | Stockerau (Schießstattgasse 117)                         | Feuerbestattung Danubia                |               | Das als Privatbetrieb der FD Feuerbestattungs GmbH geführte Krematorium in Stockerau wurde seit 2015 geplant, 2016 ein Kooperationsvertrag mit Stadtgemeinde Stockerau abgeschlossen. Baubeginn für die Anlage war am 9. Jänner 2018, Dachgleiche am 16. Juli 2018. In Betrieb genommen wurde das Krematorium am 22. Oktober 2018. |
| 18     | Steiermark       | Kalsdorf bei Graz (Mühlgangweg 45)                       | Zeremonium Kalsdorf                    |               | Das als Privatbetrieb geführte Krematorium in Kalsdorf bei Graz wurde am 13. Februar 2019 eröffnet, die Eröffnung und Segnung des Urnenfriedhofs erfolgte am 24. Oktober 2019. |